# Triturus pygmaeus
El tritón pigmeo (Triturus pygmaeus) es un anfibio urodelo de la familia Salamandridae.
Recientemente elevado al estatus de especie, era anteriormente considerado una subespecie del tritón jaspeado.

## Distribución y hábitat
Habita en la península ibérica, a lo largo del río Tajo. En Portugal, aparece a lo largo de la costa desde Aveiro. Su área de distribución va desde el nivel del mar hasta los 1475 m s. n. m.
Sus hábitats naturales son: bosques templados, matorral mediterráneo, ríos y arroyos, marismas de agua dulce, campos de cultivo, pastos, jardines rurales, áreas de almacenamiento de agua, lagunas, excavaciones a cielo abierto, regadíos y canales.
El tritón pigmeo es común en terrenos silíceos. Las poblaciones presentes en suelos calizos han sufrido un declive considerable.

## Conservación
Su estado de conservación es considerado casi amenazado debido al declive observado en esta especie, significativo aunque no preocupante y que se debe principalmente a la pérdida de hábitat, consecuencia de la desertificación del sur de la península ibérica. La desertificación provoca la desecación de charcas temporales, esenciales como lugares de reproducción de estos tritones.
Otras causas para el declive incluyen la depredación por especies exóticas como Gambusia holbrooki y cangrejo rojo. El aumento de la urbanización de los alrededores de Madrid también provocó varias extinciones locales al desaparecer parte de los ríos.